# Abbittibbi
Pour les articles homonymes, voir Abitibi (homonymie).
Abbittibbi est un groupe musical québécois originaire de Rouyn-Noranda en Abitibi-Témiscamingue et formé en 1975. Le groupe est surtout connu pour avoir eu dans ses rangs le chanteur Richard Desjardins. Le groupe se sépare après un premier album sorti en 1981. Il se reformera en 1994 jusqu'en 1997 pour un nouvel album studio, Chaude était la nuit suivi d'une longue tournée donnant lieu à un album enregistré en concert, Desjardins Abbittibbi Live. Le premier album Boomtown café sera remastérisé et réédité en 2018,,.

## L'époque des groupes
Dans les années 1950, l'arrivée du Rock'n'roll change le courant de l'histoire de la musique avec notamment, Bill Haley, Elvis Presley, Chuck Berry et plusieurs autres.
Par la suite, les Beatles ont façonné la musique des années 60 et ont lancé une vague de musique anglaise, baptisée l'invasion britannique. Cette vague a déferlé massivement sur l’Amérique, l'Europe et le monde entier.
Au Québec, les groupes de Rock'n'twist comme les Mégatones et les Jaguars font fureur, suivis par la période Yé-Yé avec Les Classels, Les Baronets et les Têtes blanches. Les années 60 se terminent avec le Pop psychédélique avec des groupes comme les Sinners se voulant la contrepartie québécoise des Rolling Stones. Le cinéma, la radio, les revues spécialisées et la télévision faisaient la promotion de chacune de ces nouvelles tendances et les maisons de disques y voyaient un marché lucratif continuellement renouvelé pour la vente de 45 tours auprès d'un jeune public.
L'histoire du groupe Abbittibbi est intimement liée à cette époque où le développement de la musique québécoise était largement influencée par les succès de la musique américaine et internationale. Pour Richard Desjardins, l'idée était cependant d'écrire du rock ou du folk en français.
À titre d'exemple en 1967, parmi les groupes originaires de Rouyn-Noranda de cette époque, Les Judans deviennent Les Caïds et s'allie avec le chanteur et guitariste Marc Hamilton. Le groupe Les Caïds arborait alors un look à la Al Capone. Il était composé de  Daniel Nault, qui prendra plus tard le nom d'artiste de Daniel Mathieu (guitare et chant), Guy Jetté (batterie), Robert Julien (claviers) et Rémi Perron (guitare basse). Ce dernier deviendra par la suite, une figure importante du groupe Abbittibbi. En 1968, Les Caïds enregistrent deux chansons originales pour leur unique 45 tours sous l'étiquette Chanteclerc. L'aventure de la bande se termine au cours de la même année.
Dans les années 70 et 80, il y a eu plusieurs autres groupes en Abitibi-Témiscamingue et partout au Québec. Tous avaient les mêmes buts, être le numéro 1 au palmarès et percer dans le milieu de la musique.
La recherche identitaire et la montée du nationalise au Québec a provoqué un éveil dans la chanson québécoise. Pour réussir, il fallait avoir un chansonnier "à texte" afin de se doter d'un répertoire francophone original. On peut citer en exemple les Robert Charlebois, Pierre Harel, Gerry Boulet, Michel Rivard, Lucien Francoeur et Marjolaine Morin (Marjo). Abbittibbi aura Richard Desjardins. À l'instar de dizaines de groupes de rock francophone qui ont vu le jour au cours des années 70, le groupe Abbittibbi cherchera, même dans le créneau spécialisé du country rock, à dépasser le cercle des initiés ou du moins, à s’inscrire en faux contre l'idée reçue voulant que le rock soit une entreprise exclusivement anglophone.
À l'aube des années 80, Abbittibbi était la seule formation québécoise country-rock.

## Historique du groupeAbbittibbi

### Mollo Machine
Après la vague des années 1960, les groupes de musique restent populaires au Québec. Les orchestres se produisent dans les bars, les hôtels comme l'Hôtel Champlain à Rouyn-Noranda, en Abitibi-Témiscamingue, jusqu'à Hearst en Ontario.
En 1973, Richard Desjardins et Pat (Patrick) Beaulieu se rencontrent pour jouer de la guitare. Desjardins lui partage ses compositions et son idée de monter un groupe de musique et de chanter en français. Beaulieu lui présente un bassiste, Rémi Perron qui terminait une tournée avec Les Caïds. Les musiciens se rassemblent autour de Mollo Machine avec Richard Desjardins, Pat (Patrick) Beaulieu, Rémi Perron, Jean-Paul Racine, Ti-Loup Côté et Jacques Tessier. Ce dernier a d'ailleurs composé les paroles et la musique de La valseuse qui se retrouvera dans le répertoire du futur groupe.
Le groupe décroche rapidement deux contrats, un au Collège de Rouyn-Noranda et l'autre au Moulin Rouge à Rouyn-Noranda, bar reconnu pour ses soirées animées avec orchestre.

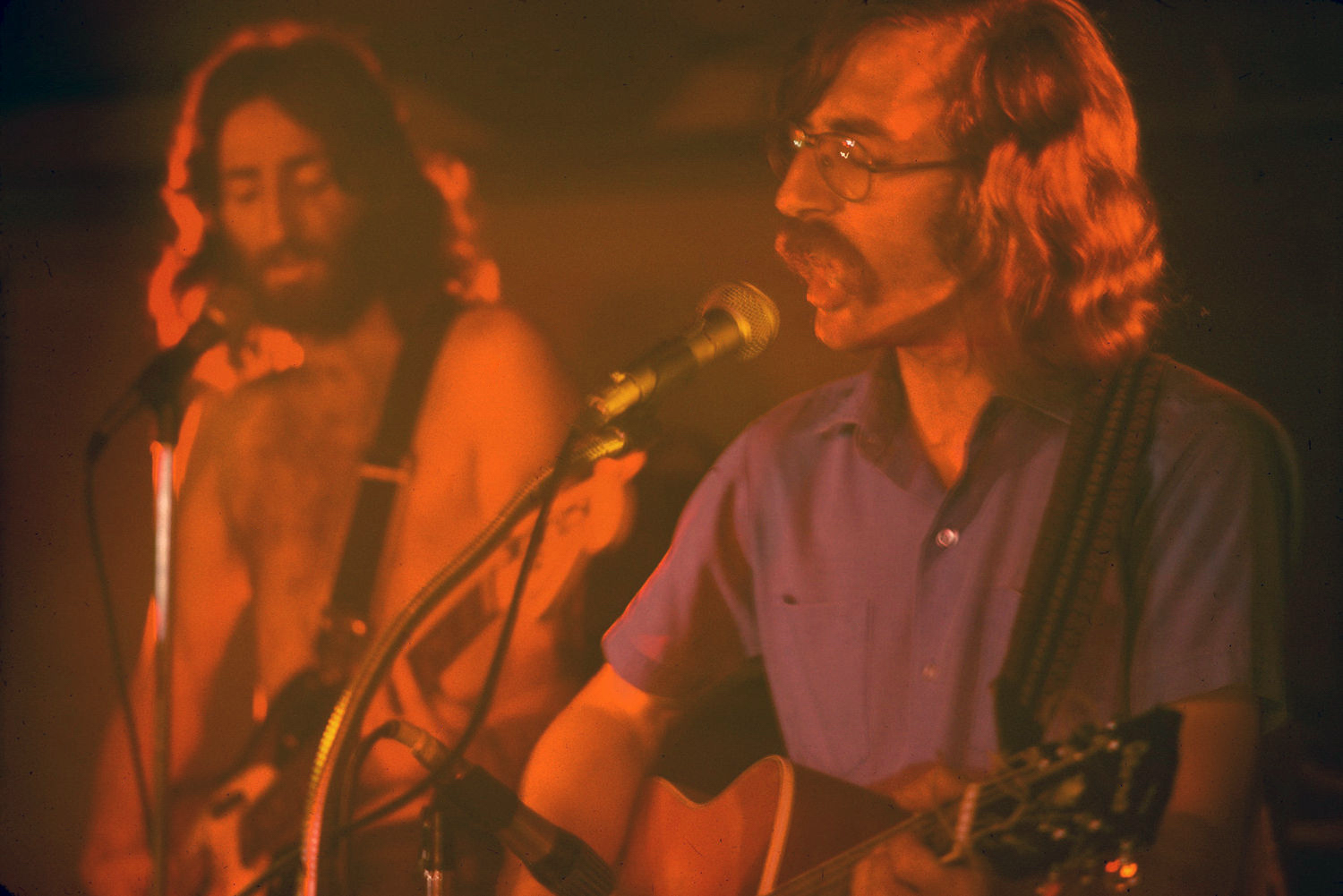
Rémi Perron et Richard Desjardins du groupe Abbittibbi, 1975-76

L'idée de Desjardins et de Perron de monter un groupe country-rock québécois est toujours d'actualité mais rien ne se concrétise vraiment.

### Abbittibbi 1
Rémi Perron rencontre Ricky Lozier, ancien leader-guitariste des Checkmates, et lui parle de monter un groupe et d'ajouter des chansons en français composées par Desjardins au répertoire anglophone du temps. Lozier est intéressé. Perron le présentera à Desjardins avant que ce dernier parte pour l'Espagne pendant quelques mois.
Un nouveau groupe se dessine alors autour de Ricky Lozier, à la fin de 1974. Le 1er décembre, il rassemble chez lui, Rémi Perron, Pat (Patrick) Beaulieu et Michel Jetté. Ils décident de mettre sur pied le groupe qu'ils nomment Abitibi. À l'époque, les groupes reconnus, comme le groupe Boston utilisaient simplement le nom de leur lieu d'origine. Abitibi décroche un premier contrat à l’Hôtel Champlain à Rouyn-Noranda à la fin de décembre. Il prend ensuite quelques contrats au Québec et en Ontario et joue toujours quelques compositions de Desjardins.
En avril 1975, Desjardins rentre de l'Espagne et il se joint au groupe. Il suggère de renommer le groupe Abbittibbi.
Abbittibbi présente alors un répertoire anglophone de reprises des Beatles, de Bachman-Turner-Overdrive, Elvis Presley, etc. qu'ils entrecoupent de chansons de Desjardins comme: Y va toujours y avoir, Le beau grand slow, Le chant du bum et Rose-Aimée.
L'histoire du groupe Abbittibbi est alors liée à ces personnages importants qui l'ont composé: Richard Desjardins en était l’étendard, Rémi Perron, le bassiste s’occupera des liens entre tous les membres et Ricky Lozier mettra à profit sa connaissance du circuit des hôtels au Québec et en Ontario afin de trouver des contrats pour le groupe,.
À cette époque, l'idée de Ricky Lozier et de Rémi Perron était de monter un répertoire français consistant et ensuite de conquérir l'auditoire québécois. Les compositions originales de Desjardins permettraient de se démarquer. L'Ontario devenait alors une tournée de rodage, même si la réception de leur répertoire francophone ne plaisait pas toujours autant aux ontariens, principalement anglophones. Par contre, l’accueil du public québécois semblait plus évident lorsqu'ils se produisaient dans leur région d'origine.
Vient ensuite un contrat de musique pour le film Beat, d'André Blanchard qui sortira un an plus tard, en 1976.

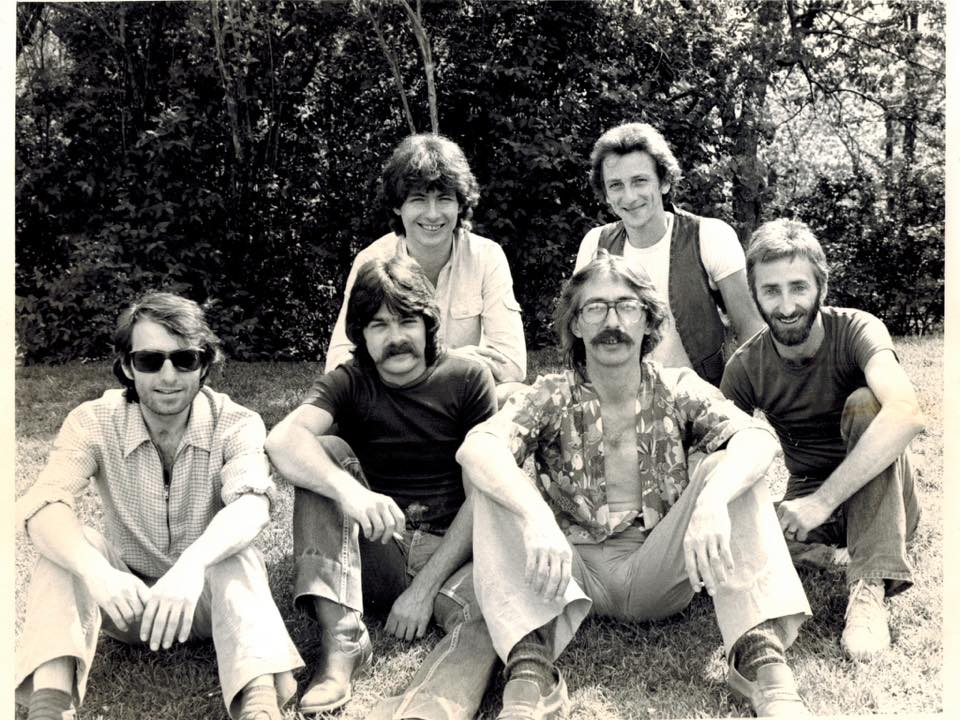
Abbittibbi, groupe country-rock québécois dans les années 80. Ricky Lozier, Michel Jetté, Garry Farrell, Richard Desjardins, Claude Vendette, Rémi Perron

Claude Vendette s'ajoute au groupe (saxophone ténor, flûte, piccolo et voix) et Pat Beaulieu quittera le groupe.
En parallèle, Richard Desjardins avec les Productions Abitibi Blue Print se tourne vers le cinéma et coréalise avec Robert Monderie, Comme des chiens en pacage, en 1977 ayant pour propos le 50e anniversaire de la ville de Rouyn. Ce film fera une tournée dans les cinémas des principales villes de l'Abitibi-Témiscamingue et sera suivi par un spectacle du groupe Abbittibbi qui en signe la musique.
Malgré tous les efforts de Ricky Lozier pour décrocher des contrats, après quelque temps et faute de revenus suffisants, le groupe se sépare. Richard Desjardins déménage à Montréal en 1977 et les autres musiciens d'Abbittibbi feront de même en 1978.
En 1979, le groupe renaît à Montréal avec un local sur la rue De la Visitation. Il s'ensuit cinq années de vaches maigres. Le groupe ne se produit que rarement dans les bars et les boîtes de nuit. Chacun tente de vivre comme il le peut. Cette même année, Abbittibbi signe la musique du deuxième long métrage d'André Blanchard, L'hiver bleu. Le film remportera le Prix de la critique québécoise et le Ducat d'or au Festival de Mannheim.
Au fil du temps, le groupe cumule suffisamment de chansons originales pour penser produire un album. La recherche d'un producteur les amène d'abord à Gamma Records qui se montre intéressé mais la condition de produire un album par an pendant cinq ans. Cette condition n'est pas considérée comme réalisable pour le groupe.
Par la suite, CBS Records leur propose d'enregistrer un démo au studio La Girafle à Montréal mais les résultats ne seront pas probants, ni pour le groupe Abbittibbi, ni pour le producteur.
Arrive ensuite Denis Drapeau qui sera leur gérant. Il structure le groupe, cherche des contrats et fait des pieds et des mains pour faire avancer la carrière du groupe country-rock sur la scène musicale au Québec.
Quelque temps plus tard, Ricky Lozier quitte le groupe et est remplacé par Gary Farrell (Seperich) à la guitare.
Leur gérant arrive un jour avec une proposition du poste de radio country de l'époque, CKVL pour produire un album. Christiane Laurin et Teresa Moskal seront les productrices.
Boom Town Café est le premier album du groupe Abbittibbi, paru le 22 octobre 1981. Enregistré entre novembre 1980 et février 1981, au studio Bobinason de Montréal et qui réunissait un groupe élargi: Richard Desjardins, Rémi Perron, Gary Farrell, Claude Vendette, Théodore (Théo) Mamfred Busch et Michel Jetté, auxquels se sont joints: Denis Champoux (steel guitar), Pierre Cormier (bongos), Alain Blais (saxophone alto) et Ricky Lozier (mandoline et guitare). Ce dernier accepte de revenir pour le temps de cet enregistrement,. Cette édition vinyle est depuis longtemps épuisée.
Devant faire confiance et laisser à la production tout le travail de réalisation, à la sortie de l'album, la pochette blanche représentant le groupe et en dessin, la mine Noranda ne leur plait pas, ni le rendu musical final qui est monté en fonction des besoins de la radio AM,.
L'album se vend peut-être bien, mais ils ne sauront jamais vraiment combien d'exemplaires ont été vendus. Tout allait normalement jusqu'à ce que les productrices partent sans laisser d'adresses avec les bandes-maîtresses. Impossible de procéder à une quelconque réédition des chansons sans elles. Abbittibbi venait de vivre une expérience décevante avec l'industrie du disque qui allait laisser un arrière-goût fort amer.
Malgré cet échec commercial, plusieurs pièces de ce disque sont passées à la postérité. On n'a qu'à penser à : Y va toujours y avoir, Le beau grand slow, Le chant du bum ou Rose-Aimée,.
À la suite de cette profonde déception, le groupe Abbittibbi se dissout en 1982.
En 1981, Richard Desjardins et Robert Monderie réalisaient pour Radio-Québec, un documentaire intitulé, Abbittibbi en exil où l'on suit quotidiennement le groupe Abbittibbi dans ses retranchements au 2020 rue De la Visitation à Montréal.

### Abbittibbi 2
De 1993 à 1997, Abbittibbi reprend vie avec l'ajout de nouveaux musiciens: Francis Grandmont (1994-97) à la guitare et à la voix, Pierre Hébert (1994) à la batterie, suivi de Richard Perrotte (1994-97) à la batterie et aux percussions. C'était un vieux rêve que Desjardins et ses complices musicaux s'étaient promis de concrétiser un jour, si les circonstances le permettaient.
C'est donc un vrai tour du Québec, avec des moyens plus adéquats, qu'entreprennent les cinq musiciens après la parution d'un album de nouvelles chansons intitulé Chaude était la nuit en 1994. Pour cet enregistrement, les membres sont: Richard Desjardins (piano, guitare et voix), Francis Grandmont (guitares et voix), Claude Vendette (saxophone, flûte, piccolo et voix), Rémi Perron (basse et voix), Pierre Hébert (batterie). L'enregistrement a été réalisé au Studio Référence à St-Calixte.
En juillet 1995, Abbittibbi ouvre le Festival d'été de Québec,. Il remportera à ce festival, le Prix Miroir de la chanson d'expression française.
La tournée s'étend sur trois ans et donne lieu à un nouvel album: Desjardins - Abbittibbi Live, enregistré les 10,11 et 12 novembre 1995 en concert et en répétition au Vieux-Clocher de Magog. Cet album sera mis en marché en 1996. Les membres qui composent alors le groupe Abbittibbi sont: Richard Desjardins (piano, guitare et voix), Francis Grandmont (guitares et voix), Claude Vendette (saxophone, flûte, guitare, percussions et voix), Rémi Perron (basse et voix), et Richard Perrotte (batterie et percussions).
Le groupe se sépare en 1997.

### Réédition de Boomtown café
Enregistré en 1980-1981, l'album Boomtown café n'était plus disponible sur le marché et les bandes originales perdues. Cependant, beaucoup plus tard, avec Facebook, l'une des productrices a été retracée et vivait en banlieue de Barcelone. Elle ne se souvenait plus trop de ce projet. Les bandes ont été retrouvées en deux endroits à Montréal, en bon état. Ils ont racheté les droits. Par la suite, Bernard Grenon et Éric Ferron, des studios Karisma, ont réussi à les restaurer en gardant à l'idée de respecter le son des studios des années 1980,.
L’année 2018 marque donc la réédition de Boomtown Café, premier album d’Abbittibbi, en CD, vinyle et en numérique. La pochette redessinée inclut maintenant un texte de Desjardins relatant la formation d’Abbittibbi, la genèse de l’album et certaines des aventures du groupe dans les circuits des hôtels d’Abitibi -Témiscamingue et du Nord-Est ontarien. De même, on y retrouve des photos d’archives et les paroles des chansons de ce classique abitibien. En plus des titres originaux (dont Le beau grand slow, Y va toujours y avoir, Le chant du bum), There’s nothing there, une chanson inédite de Theo Busch, enregistrée par le groupe en 1980, s’ajoute à cette nouvelle édition.
Le lancement a eu lieu au Lion d’Or, le 8 mai 2018, en présence des membres d’Abbittibbi: Richard Desjardins, Gary Farrell, Rémi Perron, Claude Vendette, Theo Busch, Michel Jetté et Ricky Lozier. Un lancement au Cabaret de la Dernière Chance de Rouyn-Noranda a suivi, le 14 mai de la même année,,,.

### Informations complémentaires
Les Cahiers du Département d'histoire et de géographie du Cégep de l'Abitibi-Témiscamingue ont publié de 1975 à 1979 cinq recueils d'études sur l'histoire et la géographie de la région. Ces recueils portaient le titre: "De l'Abbittibbi-Témiskaming" . En 1976, Benoit Beaudry-Gourd produisait un document de recherche historique pour les Productions Abitibi Blue Print (incorporées en 1975 par Richard Desjardins et Robert Monderie) et le film Comme des chiens en pacage, dans lequel il reprenait l'appellation Abbittibbi-Témiskaming. C'est sans doute dans cette vague, que le groupe Abitibi, sur la suggestion de Richard Desjardins, se rebaptise Abbittibbi.
En 1991, Richard Desjardins fonde Les éditions Fukinic inc, en vue de la gestion de l'ensemble de la production musicale d'Abbittibbi et de la sienne. En 1995, le nom change pour Les éditions Foukinic inc .
Comme plusieurs centaines de musiciens, Richard Desjardins et le groupe Abbittibbi ont été encouragés et aidés par Aimé Mignault et son fils Charles, les propriétaires d'un magasin de musique reconnu de Rouyn-Noranda.
Durant la période de Mollo Machine et les débuts d'Abbittibbi, le photographe François Ruph a réalisé des photos du groupe et des musiciens lors de certaines prestations. Un fonds a été ouvert à son nom au Centre d'archives de BAnQ à Rouyn-Noranda.

De 1994 à 1997, Michel Dompierre a été le photographe de Richard Desjardins et par le fait même, le photographe du groupe Abbittibbi. Une partie importante de ce travail photographique a été déposée au Centre d'archives de BAnQ à Rimouski,.

## Discographie

### Albums
Albums studios
- 1981 : BoomTown Café, Ensemble, ENS-1
- 1994 : Chaude était la nuit, Fukinic, FUCD-5[33].

Album live
- 1996 : Desjardins Abbittibbi Live, Foukinic, FOU-VX-2

Réédition
- 2018 : Boomtown Café , Foukinic, FOUCD-9/ FOULP-9 [2],[3],[7],[1],[34],[35],[36].

## Musique de films
- 1976: Beat, réalisation: André Blanchard.
- 1977: Comme des chiens en pacage, coréalisateurs: Richard Desjardins et Robert Monderie [37].
- 1979 : L'Hiver bleu , réalisation: André Blanchard.
- 1979 : Poupées du pays plus haut, réalisation: Richard Lavoie et Jacques Marcotte[38].
- 1982 : Mouche à feu, court métrage, coréalisateurs: Richard Desjardins et Robert Monderie[39].

## Prix et nominations
- 1995 : Prix Miroir de la chanson d'expression française du Festival d'été de Québec [21].

Nominations au Gala de l'ADISQ:
- 1995 et 1997: Groupe de l'année[40],[41].
- 1995 : Album de l'année/rock (Chaude était la nuit)[40].
- 1995 : Spectacle de l'année/auteur-compositeur-interprète (Chaude était la nuit).
- 1997 : Album de l'année/rock (Desjardins Abbittibbi live)[41].